# Kościół Matki Bożej Łaskawej i św. Bartłomieja Apostoła w Chmielniku
Kościół Matki Bożej Łaskawej i świętego Bartłomieja Apostoła – rzymskokatolicki kościół parafialny należący do parafii Matki Bożej Łaskawej w Chmielniku (dekanat Tyczyn diecezji rzeszowskiej).
Świątynia została wzniesiona przez ówczesnego proboszcza księdza Stanisława Wacławskiego w latach 1740−1750. Konsekrowana została przez biskupa Wacława Hieronima Sierakowskiego z Przemyśla w 1755 roku. Kościół okazał się za mały dla potrzeb wiernych. W 1891 roku ksiądz Franciszek Ksawery Majcher wydłużył świątynię o 10 metrów. Natomiast w 1957 roku ksiądz Julian Pleśniak dobudował nawy boczne. Generalny remont został wykonany w 1977 roku. Zostały również kupione nowe organy o 32 głosach, które poświęcił w 1984 roku biskup Ignacy Tokarczuk. W świątyni jest umieszczony cudowny obraz Matki Bożej Łaskawej. Historycy datują jego powstanie na II połowę XVI stulecia. Podanie głosi, że obraz ten ocalał nietknięty w ruinach kościoła podczas najazdu tatarskiego w 1624 roku. W 1721 roku biskup Krzysztof Jan Szembek z Przemyśla zapisał w protokole wizytacyjnym, że obraz doznaje czci i posiada 12 wotów i dwie korony. W 1750 roku obraz został umieszczony w ołtarzu głównym. Wspomniany wyżej biskup Wacław Hieronim Sierakowski po wizytacji w 1755 roku zapisał, że ponieważ wierni wypraszają sobie tutaj wiele łask, zmienia wezwanie parafii na: Matki Bożej Łaskawej. Nakazał także założenie księgi łask. Szczególnej łaski za pośrednictwem Matki Bożej doznali mieszkańcy Chmielnika w 1943 roku, kiedy hitlerowcy wykryli prężnie działającą organizację Armii Krajowej i postanowili spalić wieś. Za ocalenie wsi jej mieszkańcy przyrzekli Bogu i Matce Bożej razem z księdzem proboszczem Janem Kuźniarem pozłocić wielki ołtarz i sprawić korony i sukienki do obrazu. Od czasów urzędowania księdza proboszcza Juliana Pleśniaka (lata 1955−1971) rozpoczęto przygotowania materialne i duchowe do koronacji Obrazu Matki Bożej Łaskawej. W 1995 roku została wykonana generalna konserwacja obrazu Matki Bożej, która przywróciła mu pierwotną formę. Korony poświęcił papież św. Jan Paweł II w dniu 4 lutego 1997 roku w Watykanie. Koronacja odbyła się 4 maja 1997 roku. Koronacji przewodniczyli: biskup rzeszowski Kazimierz Górny, metropolita przemyski arcybiskup Józef Michalik, biskup Edward Białogłowski oraz biskup Bolesław Taborski i biskup Stefan Moskwa.